# Golfo de Boothia
El golfo de Boothia (en inglés, Gulf of Boothia) es un golfo localizado en el archipiélago ártico canadiense, entre la costa occidental de isla de Baffin y la península de Boothia, la parte más septentrional del continente americano. Administrativamente, sus costas y aguas pertenecen al territorio autónomo de Nunavut, Canadá.

## Geografía
El golfo de Boothia está situada al sur del estrecho del Príncipe Regente (con una boca de unos 130 km de anchura), que le comunica con el estrecho de Lancaster. Al sur, sus aguas abren a la bahia Commitee, con una anchura de unos 145 km. El golfo, en dirección N-S, tiene una longitud de unos 300 km, y una anchura entre 130 y 275 km en su parte central, entre el estrecho del Fury y el Hecla y el fondo de la bahía Lord Mayor. 

### Ribera oriental
Entrando en el golfo desde el norte y recorriendo las riberas en sentido de las agujas del reloj, comienza el golfo en el cabo Kaler, en la costa occidental de la isla de Baffin. En dirección sur, se encuentran punta Leeh, punta Morin, bahía Bernier (con una longitud de 100 km en dirección E-O) y punta Van Koening; la costa gira en dirección sureste, con la bahía Thiboult, el cabo Landry, la punta Mathé, la península Kimakto, la bahía Agu, la ribereña isla Crown Prince Frederik y el cabo Hallowell, que marca el inicio del estrecho del Fury y el Hecla, un estrecho que conecta con las aguas de la cuenca Foxe, al este;
Al otro lado del estrecho del Fury y el Hecla, siguiendo al sur, continua la costa occidental de la península de Melville, con el cabo Englefied, la pequeña bahía Encampment, el cabo Elice, la pequeña bahía Franklin, el cabo Crocier y finalmente el cabo Miles, que señala el principio de la bahía Commitee. 

### Ribera occidental
Al otro lado de la bahía, en dirección oeste, está el cabo Chapman, el extremo norte de la península de Simpson, ya en tierras continentales. Siguen la bahía Peely (que se adentra 125 km en dirección N-S hacia el sur), con las islas Harrison en su boca; un nuevo tramo costero, ya en dirección norte, que comienza con la costa muy irregular de la península de Ross, al final de la que está cabo Kjer; siguen después la bahía Lord Mayor (con las islas Astronomical Society cerrando la entrada) y el cabo North Hendon, al norte; la bahía Thorn, los cabos Margaret,  Santa Catalina,  Allingtn y  Manson, la pequeña bahía Abernethy, el cabo Nordenskiold, el puerto Logan, el cabo Aughterston, las bahías Babbage y Menchikoff, el cabo Farrand, la bahía Brentford (al fondo de la que está el angosto estrecho de Bellot, que comunica con el estrecho de Franklin y el Peel Sound, al otro lado de la península de Boothia) y al otro extremo, más al norte, punta Posesión, el extremo norte del golfo, que señala nuevamente el inicio del estrecho del Príncipe Regente.

## Historia
El golfo fue nombrado por el explorador escocés John Ross, en su segunda expedición (1829-33) al ártico canadiense en busca del Paso del Noroeste. Lleva el nombre de su principal patrocinador y amigo, el también inglés Sir Felix Booth, dueño de una de las destilerías más importantes de la época.
Ross partió de Inglaterra a bordo del HMS Victory, un barco de vapor, el 23 de mayo de 1829, siendo su segundo comandante su sobrino James Clark Ross. Tras cruzar el océano Atlántico y bordear Groenlandia, Ross alcanzó el Lancaster Sound el 6 de agosto y luego se adentró en el estrecho del Príncipe Regente, descendiendo en dirección sur, a lo largo de la isla Somerset. El buque se detuvo en Fury Beach (isla Somerset) y tomó provisiones extra de los restos del HMS Fury, abandonados en ese lugar en 1825 en la expedición de Sir William Edward Parry. Reemprendió viaje hacia el sur, navegando pronto en aguas del golfo de Boothia, en una zona hasta entonces inexplorada, y a finales de septiembre buscó refugio en la costa occidental, en Felix Harbour, cerca de bahía Thorn. 
Allí el barco quedó atrapado por el hielo, sin que pudiera liberarse los dos años siguientes. En 1832, finalmente, Ross decidió abandonar el HMS Victory. La tripulación salió caminando en dirección norte a los restos del HMS Fury e invernaron por tercera vez cerca de un depósito de víveres dejado en previsión por Parry. Tuvieron que esperar un año más hasta que una brecha en el hielo les permitió navegar en las chalupas del HMR Fury y el 15 de agosto de 1833 consiguieron llegar de nuevo a las aguas del Lancaster Sound. A finales de ese mes fueron recogidos en la bahía de Baffin por un ballenero británico que les llevó de vuelta a casa.